# Sân vận động bóng đá Gimpo Solteo
Sân vận động bóng đá Gimpo Solteo (tiếng Hàn Quốc: 김포솔터축구장) là một sân vận động dành riêng cho bóng đá ở Gimpo, Hàn Quốc. Sân có sức chứa 5.076 khán giả. Đây là sân nhà của câu lạc bộ Gimpo FC thuộc K League 2.